# Golden Rule Airlines
Golden Rule Airlines est une compagnie aérienne kirghiz. Elle est inscrite sur la liste des compagnies d'aviation bannies de l'union européenne. Elle cessa ses opérations en 2010.

## Flotte
La flotte comprend 3 Antonov An-2. Depuis le 12 décembre 2006, chaque avion peut être décliné en version passager, cargo ou agriculture.

## Lien externe

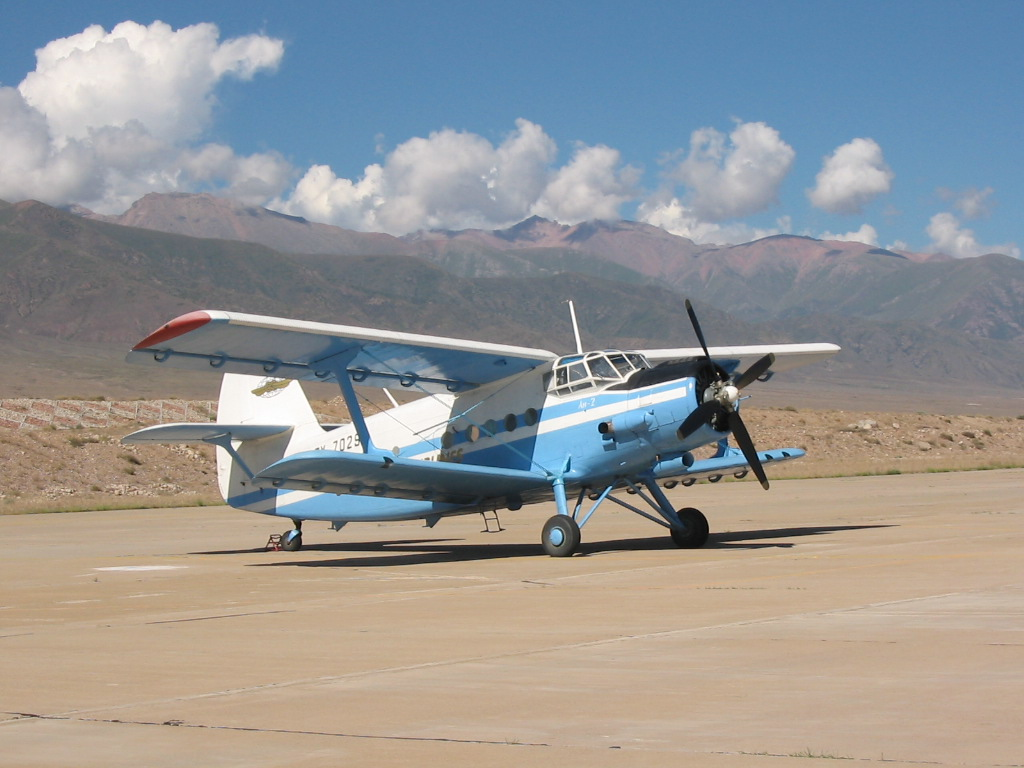
Un An-2 de Golden Rule Airline au lac d'Yssyk Koul le 18 août 2008.